# Giro dei Paesi Bassi 1994
Il Giro dei Paesi Bassi 1994, trentaquattresima edizione della corsa, si svolse dal 15 al 19 agosto 1994 su un percorso di 868 km ripartiti in 5 tappe (la terza suddivisa in due semitappe), con partenza da Breda e arrivo a Valkenburg. Fu vinto dal danese Jesper Skibby della squadra TVM-Bison Kit davanti all'uzbeco Džamolidin Abdužaparov e all'italiano Dario Bottaro.

## Tappe
| Tappa  | Data      | Percorso                                      | km  | Vincitore di tappa     | Leader cl. generale    |
| ------ | --------- | --------------------------------------------- | --- | ---------------------- | ---------------------- |
| 1ª     | 15 agosto | Breda > Nieuwegein                            | 180 | Dmitrij Konyšev        | Dmitrij Konyšev        |
| 2ª     | 16 agosto | Nieuwegein > Ede                              | 178 | Džamolidin Abdužaparov | Dmitrij Konyšev        |
| 3ª-1ª  | 17 agosto | Ede > Haaksbergen                             | 101 | Wiebren Veenstra       | Džamolidin Abdužaparov |
| 3ª-2ª  | 17 agosto | Haaksbergen > Haaksbergen (cron. individuale) | 31  | Dario Bottaro          | Džamolidin Abdužaparov |
| 4ª     | 18 agosto | Doetinchem > Venlo                            | 180 | Džamolidin Abdužaparov | Džamolidin Abdužaparov |
| 5ª     | 19 agosto | Venlo > Valkenburg                            | 198 | Jesper Skibby          | Jesper Skibby          |
| Totale | Totale    | Totale                                        | 868 |                        |                        |

## Dettagli delle tappe

### 1ª tappa
- 15 agosto: Breda > Nieuwegein – 180 km

| Pos. | Corridore              | Squadra           | Tempo    |
| ---- | ---------------------- | ----------------- | -------- |
| 1    | Dmitrij Konyšev        | Jolly Componibili | 4h09'33" |
| 2    | Luca Scinto            | MG Boys           | s.t.     |
| 3    | Džamolidin Abdužaparov | Polti             | a 23"    |

| Pos. | Corridore       | Squadra           | Tempo |
| ---- | --------------- | ----------------- | ----- |
| 1    | Dmitrij Konyšev | Jolly Componibili |       |

### 2ª tappa
- 16 agosto: Nieuwegein > Ede – 178 km

| Pos. | Corridore              | Squadra  | Tempo    |
| ---- | ---------------------- | -------- | -------- |
| 1    | Džamolidin Abdužaparov | Polti    | 4h19'50" |
| 2    | Fabio Baldato          | MG Boys  | s.t.     |
| 3    | Wilfried Nelissen      | Novemail | s.t.     |

| Pos. | Corridore       | Squadra           | Tempo |
| ---- | --------------- | ----------------- | ----- |
| 1    | Dmitrij Konyšev | Jolly Componibili |       |

### 3ª tappa - 1ª semitappa
- 17 agosto: Ede > Haaksbergen – 101 km

| Pos. | Corridore              | Squadra   | Tempo    |
| ---- | ---------------------- | --------- | -------- |
| 1    | Wiebren Veenstra       | Collstrop | 2h24'47" |
| 2    | Džamolidin Abdužaparov | Polti     | s.t.     |
| 3    | Wilfried Nelissen      | Novemail  | s.t.     |

| Pos. | Corridore              | Squadra | Tempo |
| ---- | ---------------------- | ------- | ----- |
| 1    | Džamolidin Abdužaparov | Polti   |       |

### 3ª tappa - 2ª semitappa
- 17 agosto: Haaksbergen > Haaksbergen (cron. individuale) – 31 km

| Pos. | Corridore        | Squadra       | Tempo  |
| ---- | ---------------- | ------------- | ------ |
| 1    | Dario Bottaro    | Gewiss-Ballan | 37'45" |
| 2    | Servais Knaven   | TVM-Bison Kit | a 15"  |
| 3    | Vjačeslav Ekimov | Wordperfect   | a 17"  |

| Pos. | Corridore              | Squadra | Tempo |
| ---- | ---------------------- | ------- | ----- |
| 1    | Džamolidin Abdužaparov | Polti   |       |

### 4ª tappa
- 18 agosto: Doetinchem > Venlo – 180 km

| Pos. | Corridore              | Squadra       | Tempo    |
| ---- | ---------------------- | ------------- | -------- |
| 1    | Džamolidin Abdužaparov | Polti         | 4h50'41" |
| 2    | Wilfried Nelissen      | Novemail      | s.t.     |
| 3    | Silvio Martinello      | Mercatone Uno | s.t.     |

| Pos. | Corridore              | Squadra | Tempo |
| ---- | ---------------------- | ------- | ----- |
| 1    | Džamolidin Abdužaparov | Polti   |       |

### 5ª tappa
- 19 agosto: Venlo > Valkenburg – 198 km

| Pos. | Corridore     | Squadra       | Tempo    |
| ---- | ------------- | ------------- | -------- |
| 1    | Jesper Skibby | TVM-Bison Kit | 4h59'13" |
| 2    | Erik Zabel    | Telekom       | a 1'36"  |
| 3    | Jo Planckaert | Novemail      | s.t.     |

| Pos. | Corridore              | Squadra       | Tempo     |
| ---- | ---------------------- | ------------- | --------- |
| 1    | Jesper Skibby          | TVM-Bison Kit | 21h23'25" |
| 2    | Džamolidin Abdužaparov | Polti         | a 7"      |
| 3    | Dario Bottaro          | Gewiss-Ballan | a 22"     |

## Classifiche finali

### Classifica generale
| Pos. | Corridore              | Squadra                      | Tempo     |
| ---- | ---------------------- | ---------------------------- | --------- |
| 1    | Jesper Skibby          | TVM-Bison Kit                | 21h23'25" |
| 2    | Džamolidin Abdužaparov | Polti-Vaporetto              | a 7"      |
| 3    | Dario Bottaro          | Gewiss-Ballan                | a 22"     |
| 4    | Vjačeslav Ekimov       | Wordperfect                  | a 35"     |
| 5    | Servais Knaven         | TVM-Bison Kit                | a 36"     |
| 6    | Bjarne Riis            | Gewiss-Ballan                | a 42"     |
| 7    | Sean Yates             | Motorola                     | a 44"     |
| 8    | Erik Breukink          | ONCE                         | a 45"     |
| 9    | Tom Cordes             | Wordperfect                  | a 57"     |
| 10   | Luca Scinto            | MG Boys Maglificio-Technogym | a 1'05"   |